# Мюррей, Чарльз, 7-й граф Данмор
Чарльз Адольфус Мюррей, 7-й граф Данмор (англ. Charles Adolphus Murray, 7th Earl of Dunmore; 24 марта 1841 — 27 августа 1907) — шотландский пэр, консервативный политик, исследователь, писатель и художник. Он носил титул учтивости — виконт Финкасл с 1841 по 1845 год.
Титулы: 7-й граф Данмор (с 15 июля 1845 года), 7-й виконт Финкасл (с 15 июля 1845), 3-й барон Данмор из Форрест Атолла в графстве Пертшир (с 15 июля 1845) и 7-й лорд Мюррей из Блэра, Муллена и Тиллемота (с 15 июля 1845 года).

## Происхождение и образование
Он родился в Лондоне 24 марта 1841 года. Единственный сын Александра Мюррея, 6-го графа Данмора (1804—1845), и его жены леди Кэтрин Герберт (1814—1886) .
Его дедушкой и бабушкой по отцовской линии были Джордж Мюррей, 5-й граф Данмор, и леди Сьюзан Гамильтон (дочь 9-го герцога Гамильтона). Его дедушкой и бабушкой по материнской линии были генерал Джордж Герберт, 11-й граф Пембрук, и русская дворянка графиня Екатерина Воронцова, дочь русского посла в Лондоне, Семена Романовича Воронцова.
16 июля 1845 года после смерти своего отца четырехлетний Чарльз Мюррей унаследовал титул 7-го графа Данмора. Он получил образование в Итонском колледже.

## Карьера
Лорд Данмор уехал в США, чтобы наблюдать за Гражданской войной с несколькими другими британскими офицерами. Затем он отправился по крайней мере до южной Манитобы и нарисовал ряд акварелей по Соединенным Штатам и Канаде.
В 1874 по 1880 год — лорда в ожидании в правительстве Бенджамина Дизраэли.
В 1875—1885 годах — лорд-лейтенант Стерлингшира. Он также служил заместителем лейтенанта Инвернесс-шира. В 1882 году он был назначен подполковником 1-го Инвернесс-ширского стрелкового добровольческого полка (позднее 1-го добровольческого батальона, Королевских горцев Камерона). Он вышел в отставку в 1896 году.
В 1883 году Канадская Тихоокеанская железная дорога назвала деревню Данмор в провинции Альберта, в его честь.
В 1892—1893 годах лорд Данмор путешествовал через Восточный Памир в Кашгар. Он занимался какой-то формой дипломатии или шпионажа, но суть дела не ясна.

## Личная жизнь
5 апреля 1866 года лорд Данмор женился на леди Гертруде Кук (1847 — 28 ноября 1943), третьей дочери Томаса Кука, 2-го графа Лестера, и Джулианы Уитбред (дочери Сэмюэля Чарльза Уитбреда). У супругов было шестеро детей:
- Александр Эдвард Мюррей, 8-й граф Данмор (22 апреля 1871 — 29 января 1962)[9], в 1904 году он женился на Люсинде Доротее Кембл, дочери полковника Горация Уильяма Кембла[5].
- Леди Эвелин Мюррей (1867 — 25 января 1963), которая в 1891 году вышла замуж за Джона Дюпюи Кобболда (1861—1929), сына Джона Паттесона Кобболда (депутата парламента от Ипсвича)[5].
- Леди Мюриэль Мюррей (1869 — 27 сентября 1946), которая в 1890 году вышла замуж за Гарольда Гора Брауна (1856—1938), сына полковника сэра Томаса Гора Брауна[5].
- Леди Грейс Мюррей (13 февраля 1873 — 23 сентября 1960), которая в 1896 году вышла замуж за Уильяма Джеймса Барри, эсквайра, сына сэра Фрэнсиса Барри, 1-го баронета[5].
- Леди Виктория Александрина Мюррей (17 мая 1877 — 13 декабря 1925), которая умерла незамужней[5].
- Леди Милдред Мюррей (13 ноября 1878 — 7 июня 1969), которая в 1904 году вышла замуж за бригадного генерала Гилберта Баррелла Спенсера Фоллетта. После его смерти в 1918 году она вышла замуж за сэра Джона Фицджеральда, 3-го баронета, в 1919 году[5].

Лорд Данмор скончался в своем доме недалеко от Кемберли 27 августа 1907 года в возрасте 66 лет , и его титул унаследовал его единственный сын Александр.

## Труды
- The Pamirs: Being a Narrative of a Year's Expedition on Horseback and on Foot Through Kashmir, Western Tibet, Chinese Tartary, and Russian Central Asia. — J. Murray, 1894.
- Murray Dunmore (7th earl of), Charles Adolphus. The Revelation of Christianus and Other Christian Science Poems. — University Press, 1901.